# Łazów (Radomsko)
Pour les articles homonymes, voir Łazów.
Łazów est une localité polonaise de la gmina de Żytno, située dans le powiat de Radomsko en voïvodie de Łódź.